# Philharmostes basilevskyi
Philharmostes basilevskyi is een keversoort uit de familie Hybosoridae. De wetenschappelijke naam van de soort is voor het eerst geldig gepubliceerd in 1977 door Paulian.